# Helostoma temminckii

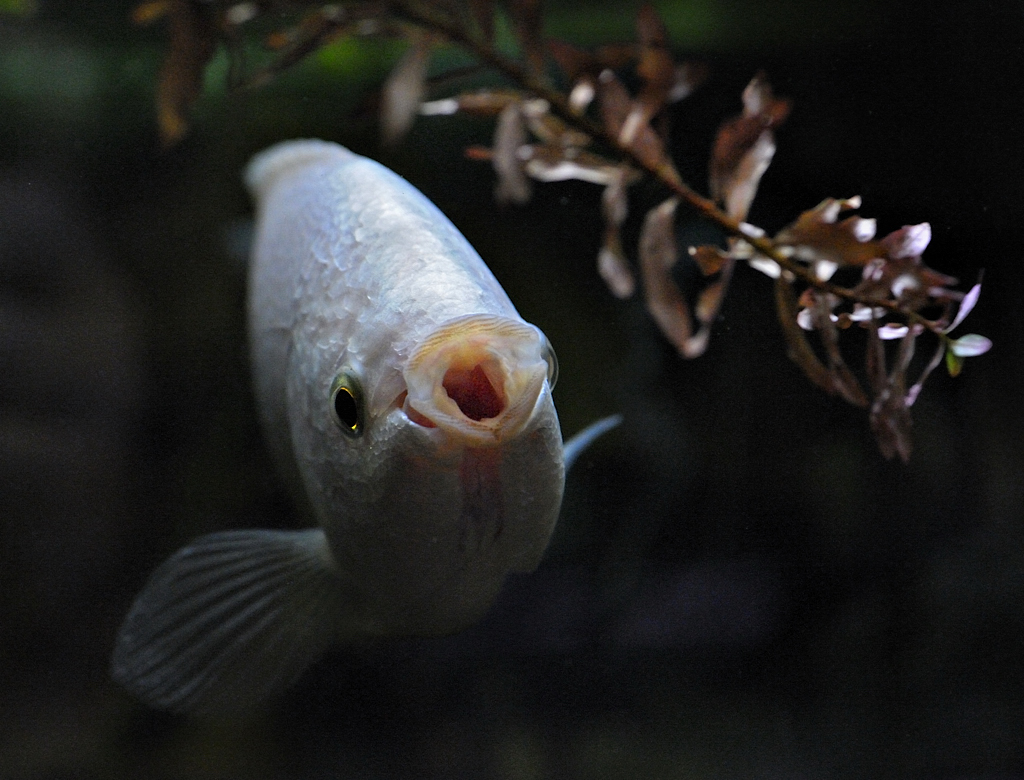
Detalle de la boca.

El gurami besador es la especie Helostoma temminkii, la única del género Helostoma que a su vez es el único de la familia Helostomatidae, una familia de peces de río incluida en el orden Perciformes.

## Etimología
La especie Helostoma temminkii fue descrita por primera vez de la mano de Frédéric Cuvier en 1829. Su nombre común, "gurami", proviene del javanés, lengua que se habla en la isla de Java, uno de los lugares donde más común es este pez.
El nombre del género procede del griego: helo (clavo o garra) + stoma (boca), por el aspecto de su boca.

## Hábitat natural
Se distribuyen por ríos de Tailandia y por el archipiélago de Malasia. Es bento-pelágico de profundidad muy superficial y aguas lentas o estancadas entre vegetación, agua tropical entre 22 y 28 °C. Es potamodromo, haciendo migraciones periódicas dentro de los ríos, pero nunca hacia el mar.

## Morfología
Es un pez fuertemente comprimido lateralmente y unos 30 cm de longitud máxima, de color blanco marfil, cuya característica boca está bordeada por labios gruesos; los labios son córneos; dientes ausentes en el premaxilar, con dientes en palatino y faringe.
Muy llamativa es la presencia de dos líneas laterales, la inferior comienza por detrás del fin de la línea lateral superior.
La aleta dorsal tiene 16 a 18 espinas delante y 13 a 16 radios blandos detrás, mientras que la aleta anl tiene de 13 a 15 espinas y unos 18 radios blandos; numerosas espinas branquiales.

### Mandíbula y articulación intramandibular
Es importante destacar la particularidad que tiene esta especie en su boca: tiene una articulación adicional entre la mandíbula y el resto de articulaciones que recibe el nombre de articulación intramandibular. Este tipo de articulación está presente también en otras especies de peces que se alimentan de nutrientes pegados al sustrato. Aumentando el ángulo de apertura de la mandíbula, esta articulación permite facilitar el acceso a estos nutrientes. H. temminkii, pero, es la única especie conocida que se aprovecha de esta modo esta articulación.
La articulación intramandibular divide la mandíbula en dos elementos independientes de modo que aumenta los grados de libertad y el número potencial de modos de obtener alimento. Esta articulación, aunque esta todavía estudiándose en profundidad su mecanismo y su anatomía, resulta ser una adaptación para Helostoma temminkii que le facilita su alimentación.

## Comportamiento
Su nombre vernáculo alude al hábito de apoyar sus labios sobre los de un congénere y permanecer así unos instantes. La razón de este comportamiento aún no está claramente establecida. En su comportamiento reproductivo no tienen cuidado de las crías.

### Reproducción
Helostoma temminkii son ovíparos y dioicos y tienen una fertilización externa. Ponen huevos una vez al año, a principios de la temporada de lluvias, sobre todo durante los meses de mayo y octubre aunque el momento varía según la zona, la temperatura y las condiciones de vegetación. Los adultos emigran a través de los ríos hacia lagunas poco profundas o hacia bosques inundados para engendrarlos. Una hembra inicia el apareamiento y ella y los peces masculinos tiran simultáneamente los óvulos y los espermatozoides hacia el exterior. Las hembras pueden poner un promedio de unos 1000 huevos. Los huevos son esféricos y pequeños en comparación con otras especies de agua dulce y tienen una gota de petróleo para aumentar la flotabilidad. Los huevos fertilizados flotan en la superficie y normalmente se unen a la vegetación flotante, se convierten en larvas. Los guramis besadores llegan a la madurez sexual a los tres a cinco años.

### Comportamientos intraespecíficos
Los guramis besadores presentan un tipo de comportamiento asociado a su mandíbula característica: dos individuos acercan sus bocas en los planos tanto mediolateral como dorsoventral y las presionan durante unos segundos. Este tipo de "beso" ha dado nombre a H. temminkii como gurami o pez besador y se ha considerado un comportamiento agresivo intraespecífico también conocido como "lucha de bocas" que se debe a la contracción de los músculos epaxiales. Sin embargo, no está completamente comprobado que sea un comportamiento agresivo y se entiende más bien como una forma ritualizada de agresión.
Los H. temminkii son capaces de comunicarse entre sí debido a su compleja oído interno: tiene una cámara de aire que da a estos peces la capacidad de modular su audición a través del aire que obtienen a través de las branquias. Los guramis besadores también pueden enviar y emitir sonidos a otros individuos de su propia especie mediante el movimiento de los dientes.

### Roles en el ecosistema
Existen algunas especies de algas que utilizan los cuerpos de los guramis besadores como hábitat, es decir, son huéspedes de H. temminkii. Estas comunidades de algas utilizan algunos elementos del pez tanto para llevar a cabo la fotosíntesis como para conseguir elementos necesarios para su síntesis proteica. Se acomodan dentro del cuerpo del gurami donde parecen pequeños puntos de varios colores en la piel del animal. Se ha visto que los individuos que tienen comunidades parasitarias en ellos suelen estar menos sanos que aquellos que no los tienen.

## Alimentación
Se alimenta filtrando el agua con algas bentónicas , zooplancton, etc. También captura insectos cerca de la superficie del agua. Es un pez filtrador omnívoro con una alimentación basada en una gran variedad de fuentes, tales como insectos, algas, larvas de otras especies y otros microorganismos que se encuentran sobre superficies sumergidas. La boca, los dientes, las branquias y sobre todo la articulación intramandibular anteriormente descrita hacen de este pez una especie muy bien adaptada: es capaz de encontrar nutrientes en lugares donde otras especies no pueden como superficies cubiertas de algas.

## Esperanza de vida
En cautividad suelen vivir de 5 a 7 años aunque en libertad pueden llegar a vivir mucho más tiempo.

## Usos

### Pesca y acuicultivo
Se pesca y comercializa fresco en el sudeste asiático, usado para cocer al vapor, freír empanado, asar y hornear. También se procesa como pescado seco o salado; los ovarios maduros son recogidos y comidos por separado, considerados un manjar.

### Acuariología
Grandes cantidades de peces pequeños se exportan para su uso en acuarios en todo el mundo, para lo que nutre un importante comercio. Muy popular entre los acuaristas debido a su hábito de chupar sus labios y besando a otros peces, plantas y otros objetos. No es recomendable en acuarios domésticos, pues requiere un tamaño mínimo de acuario de 150 cm.